# Hermann Amelung
Hermann Amelung (* 10. Oktober 1829 in Eisenach; † 21. Mai 1899 in Stettin) war ein deutscher Versicherungsjurist.

## Leben
Amelung studierte Rechtswissenschaft an der Universität Jena. Er wurde 1846 Mitglied der (späteren) Burschenschaft Arminia auf dem Burgkeller und 1847 Mitglied des Corps Guestphalia Jena. 1848 war er Mitglied des demokratischen Kreisausschusses in Jena.
Später war er Rechtsanwalt und Direktor der Germania-Versicherung (Germania Unfall- und Haftpflicht-Versicherungs AG Stettin). In den 1930er Jahren fusionierte sie mit der Iduna-Berlin (Iduna, Feuer-, Unfall-, Haftpflicht- und Rückversicherungs-Aktiengesellschaft) zur Iduna-Germania Allgemeine Versicherungs-Aktiengesellschaft Berlin (ab 1946 Iduna Allgemeine Versicherungs-Aktiengesellschaft mit Sitz in Hamburg). und letztendlich mit in der Unternehmensgruppe Signal Iduna aufging. Unter seiner Führung entwickelte sich das Unternehmen gut und überstieg im Neugeschäft bald die bekannte Gothaer Versicherung. Zu seinen engeren Mitarbeitern gehörte der Versicherungsmathematiker August Zillmer.
Amelung wurde unter anderem im Januar 1887 bei den Wahlen zum fünfzehnköpfigen Wahlvorstand bei der Wahl- und Mitgliederversammlung des Stettiner Liberalen Wahlverbands gewählt, bei der Max Broemel nach dem Tod von Carl Theodor Schmidt als Stettiner Kandidat für den Reichstag (Deutsches Kaiserreich) nominiert wurde.

## Ehe und Nachkommen
Hermann Amelung heiratete Antonie Lebrun († 1904), Schauspielerin am Dresdner Hoftheater. Sie war die Tochter des Hamburger Schauspielers Karl August Lebrun; in erster Ehe war sie mit dem englischen Schauspieler Sir William Henry Don, 7. Baronet (1825–1862) verheiratet gewesen.
Aus der Ehe gingen vier Kinder hervor. Der jüngste Sohn Walter Amelung wurde Archäologe.